# Auto José de Castro
Auto José de Castro (1924 - 22 de abril de 2002) foi um advogado, professor universitário e filósofo brasileiro.
Formado em Direito pela Universidade da Bahia, atual Universidade Federal da Bahia, Auto de Castro foi aprovado no concurso para professor da Faculdade de Filosofia da Universidade da Bahia. Depois obteve êxito no concurso para professor de Filosofia de Direito da mesma Universidade.
Em 1954, ele obteve a livre docência na Faculdade de Direito da UFBA, com a tese "A ideologia jusnaturalista dos estóicos à O.N.U.: dissolução crítica e análise sociológica".
Importante frisar que durante a greve dos estudantes da Universidade da Bahia de 1960 o professor Auto de Castro teve um importante papel como intermediário na construção de "uma solução negociada entre os estudantes e a Reitoria que implicasse o final da greve".
Com o golpe militar de 1964, Auto de Castro foi preso, tendo inclusive dividido cela com o geógrafo Milton Santos.
É autor de vários livros, a exemplo de "O Direito como Determinação do Absoluto" (Salvador, Bahia - 1953), de "A Ideologia Jusnaturalista" (Bahia - 1954) e de sua obra prima "O Homem - Sua Explicação", esta última dividida em dois volumes.
Em 2002, foi assassinado em Salvador pelo próprio filho o médico psiquiatra baiano Breno Mário Mascarenhas de Castro.

## Pensamento filosófico
Em "O Direito como Determinação do Absoluto", Auto de Castro faz um estudo jusfilosófico sobre Epicuro e sobre a filosofia do direito de Hegel.
Já na obra "A ideologia jusnaturalista, Auto de Castro se inspira na teoria da ideologia do marxismo e na sociologia do conhecimento e propõe uma "interpretação sociológica das filosofias jusnaturalistas como ideologias religiosas ou seculares que tendem a acobertar os interesses dos detentores da propriedade privada. Nesse intento, a história do pensamento jusnaturalista, desde o estoicismo até a ONU, é perlustrada, tendo em vista o procedimento comum no marxismo de desmascaramento das ideologias".
Por fim, Auto de Castro na obra "O Homem - sua explicação" apresenta uma retrospectiva da questão relacionada com o “pensamento inconsciente” e faz a exposição da Noologia. Em seguida, aprofunda seus estudos quando transcrevendo, na íntegra, os diálogos noiátricos que manteve com interlocutores da noologia, em sessões de psicoterapia, utilizando o procedimento por ele desenvolvido e que se buscava a eliminação de “fantasias do inconsciente” dos analisandos.
O livro "O Homem - sua explicação" se encontra dividido em dois volumes: 1) Noologia ou Teoria da Irrealidade; e 2) Noiatria ou Prática Supressiva de Irrealidades (Diálogos Noiátricos).

## Obras
- O Direito como Determinação do Absoluto. Salvador, 1953.
- A ideologia jusnaturalista. Salvador, 1954.
- O Homem - sua explicação. Salvador, 2006.